# قطعنامه ۱۵۴۱ شورای امنیت
قطعنامه  ۱۵۴۱ شورای امنیت سازمان ملل متحد که در تاریخ ۲۹ آوریل ۲۰۰۴ تصویب شد، سندی بین‌المللی دربارهٔ بررسی وضعیت صحرای غربی است. این قطعنامه طی نشست ۴۹۵۷ام با ۱۵ رای موافق، ۰ مخالف و ۰ ممتنع تصویب شد.